# Operation Cockpit
1941

Versenkung der Force Z 
1942

C –
Ironclad 
1944

Diplomat –
Cockpit –
Transom –
Councillor –
Pedal –
Crimson –
Banquet –
Light –
Millet –
Outflank –

ab 22. Nov. als British Pacific Fleet Robson 
1945

Lentil –
Meridian –
Suffice –
Stacey –
Transport –
Onboard –
Penzance –
Passbook –
Sunfish –
Bishop –
Dukedom –
Mitre –
Irregular –
Balsam –
Bedlam Green –
Collie –
Livery –
Jurist –
Tiderace
Die Operation Cockpit war eine Serie von alliierten Luftangriffen gegen japanische Einrichtungen und Stellungen in Sabang im Norden Sumatras während des Pazifikkriegs im Zweiten Weltkrieg. Die Luftangriffe fanden am 19. April 1944 statt und wurden durch Fliegerstaffeln der Task Forces 69 und 70 durchgeführt. Die japanischen Erdölraffinerien in Sabang wurden schwer getroffen. Nur eine alliierte Maschine ging verloren.

## Vorgeschichte
Nach den schweren Verlusten, die die Kaiserlich Japanische Armee in den vorherigen Kriegsjahren hatte verzeichnen müssen, befanden sich 1944 nur zersplitterte japanische Verbände im besetzten Südostasien. Japanische Nachschubrouten zwischen den Philippinen, Borneo und dem Festland waren durch andauernde alliierte Luft- und Unterwasserangriffe unterbunden worden und nur wenige Frachtschiffe durchbrachen die Blockade. Den japanischen Verbänden in Borneo und Malaysia fehlte es an Nachschub und Munition, während die Hauptinseln und die Vereinigte Flotte unter starkem Erdölmangel litten.

### Ziel
In Sabang, auf der indonesischen Insel Weh, nordwestlich von Sumatra, lag der größte Raffineriekomplex Südostasiens, der den wichtigen japanischen Hafen von Singapur und verschiedene Basen in den Philippinen versorgte. Zudem wurde Sabang auch als Funk- und Versorgungsstützpunkt benutzt, von wo aus die verhungernden japanischen Truppen in Burma mit dem wenigen noch vorhandenen Nachschub versorgt wurden.

### Erste Angriffspläne
Die Joint Chiefs of Staff planten einen Luftangriff gegen Sabang schon seit 1942. Aufgrund der problematischen alliierten Offensiven in Neuguinea und dem Mangel an verfügbaren Flugfeldern konnte jedoch kein landgestützter Angriff geflogen werden. Die Entsendung einer Fast Carrier Task Force wurde wegen der Präsenz feindlicher Flottenverbände in Singapur und Java als zu riskant gesehen, da bei einer möglichen japanischen Gegenoffensive die amerikanischen Flugzeugträger hätten versenkt werden können. Als die Vereinigte Flotte im April 1944 jedoch aus diesen Gewässern abgezogen und in Tawi-Tawi konzentriert wurde, um in der Schlacht in der Philippinensee zu kämpfen, entsandte die United States Navy zwei Flugzeugträger und deren Eskorte, die Task Forces 69 und 70, um den Luftangriff auszuführen. Ziel war die Eliminierung der Raffinerien und der weiteren Anlagen, um die japanischen Nachschublinien in der Gegend zu durchtrennen.

## Angriff
Die Operation begann in Trincomalee mit dem Auslaufen der britischen Eastern Fleet, verstärkt durch amerikanische, australische, niederländische und französische Schiffe. Sie wurde in zwei Task Force Einheiten geteilt; TF 69 unter dem Kommando von Admiral Somerville sowie die TF 70 unter Vizeadmiral A. J. Power.
Zur TF 69 gehörten die Schlachtschiffe Queen Elizabeth (Flaggschiff von Somerville), Valiant und die französische Richelieu, die Kreuzer unter Konteradmiral Peter Reid, Newcastle, Nigeria, Ceylon, Gambia und die niederländische Tromp, sowie die Zerstörer Rotherham, Racehorse, Penn, Petard, die australischen Quiberon, Napier, Nepal, Nizam und die niederländische Van Galen.
TF 70 setzte sich zusammen aus dem Schlachtkreuzer Renown, den Flugzeugträgern unter Konteradmiral Clement Moody, Illustrious und die amerikanische Saratoga, dem Kreuzer London, den Zerstörern Quilliam, Quadrant, Queenborough, die amerikanischen Cummings, Dunlap und Fanning sowie dem U-Boot Tactician, das zur Seenotrettung eingesetzt werden sollte. Die Ceylon und die neuseeländische Gambia stoßen zwei Tage später zur TF 70.
Der Angriff begann im Morgengrauen des 19. April und wurde von 17 Fairey Barracuda, 29 SBD Dauntless und TBF Avengers geflogen. Eskortiert wurden die Jagdbomber durch etwa 40 F6F Hellcats und F4U Corsairs. Durch den mit hoher Präzision durchgeführten Bombenangriff wurden mehrere Öl- und Benzintanks sowie etwa 30 Flugzeuge am nahen Flugfeld zerstört. Zwei Tanker und ein Zerstörer wurden ebenfalls getroffen, und zwei Frachtschiffe sanken. Die Raffinerieanlagen, Baracken und Flugabwehrstellungen wurden im Tiefflug durch die Begleitmaschinen angegriffen und größtenteils zerstört.
Das britische U-Boot Tactician beobachtete kurz nach der Luftattacke lodernde Flammen auf den Docks und verschiedene brennende Schiffe, die im Hafen kreisten und versuchten, die Feuer an Bord mit Meerwasser zu löschen.

### Verluste
Schätzungsweise 100 japanische Soldaten, örtliche Arbeiter und Techniker wurden durch den Angriff getötet. Die Anlagen erlitten ebenfalls schwere Schäden. Mehrere Schiffe im Hafenbecken wurden getroffen oder versenkt. Die japanische Flak reagierte wenige Minuten nach dem ersten Luftalarm und konnte 12 alliierte Maschinen beschädigen. Auf dem Rückflug ging eine davon verloren, der Pilot konnte jedoch durch die HMS Tactician gerettet werden.

## Folgen
Admiral James Somerville, Kommandeur der britischen Task Force, sagte nach dem Angriff, dass die Japaner „mit hochgezogenen Kimonos erwischt worden waren“. Tatsächlich war die japanische Reaktion schwach. Kein Gegenangriff folgte der Bombardierung, und die alliierten Task Forces verließen ohne weiteres das Gebiet. Alle Ziele des Angriffes wurden am 19. April erfüllt. Der Angriff trug ebenfalls zum Scheitern der japanischen Operationen in Arakan bei. Ein weiterer britisch-amerikanischer Luftangriff gegen Java mit der Bezeichnung Operation Transom folgte im Mai.